# Кубок Норвегии по футболу 2012
Кубок Норвегии по футболу 2012 (норв. NM i fotball for menn 2012) — 107-й розыгрыш Кубка Норвегии по футболу. Победителем стала футбольная команда «Хёдд»

## Четвёртый раунд
| Дата      | Хозяева      | Счёт              | Гости      |
| --------- | ------------ | ----------------- | ---------- |
| 27.6.2012 | Мольде       | 4:3               | Русенборг  |
| 4.7.2012  | Будё-Глимт   | 4:0               | Лиллестрём |
| 4.7.2012  | Одд Гренланн | 0:2               | Хёугесунн  |
| 4.7.2012  | Старт        | 1:1 (по пен. 1:4) | Тромсё     |
| 4.7.2012  | Стрёмсгодсет | 6:1               | Мьёндален  |
| 4.7.2012  | Викинг       | 2:2 (доп.вр. 0:1) | Бранн      |
| 5.7.2012  | Хёдд         | 7:0               | Аскер      |
| 5.7.2012  | Саннефьорд   | 1:1 (доп.вр. 1:0) | Олесунн    |

## 1/4 финала
| Дата      | Хозяева   | Счёт              | Гости        |
| --------- | --------- | ----------------- | ------------ |
| 18.8.2012 | Мольде    | 2:1               | Саннефьорд   |
| 18.8.2012 | Хёугесунн | 2:2 (по пен. 4:5) | Хёдд         |
| 19.8.2012 | Тромсё    | 1:0               | Будё-Глимт   |
| 19.8.2012 | Бранн     | 4:3               | Стрёмсгодсет |

## 1/2 финала
| Дата      | Хозяева | Счёт | Гости  |
| --------- | ------- | ---- | ------ |
| 26.9.2012 | Тромсё  | 2:1  | Мольде |
| 27.9.2012 | Хёдд    | 3:1  | Бранн  |

## Финал
| Дата       | Хозяева | Счёт              | Гости |
| ---------- | ------- | ----------------- | ----- |
| 25.11.2012 | Тромсё  | 1:1 (по пен. 2:4) | Хёдд  |